# "Weird Al" Yankovic in 3-D
”Weird Al” Yankovic in 3-D är ett musikalbum från 1984 av den amerikanska pop- och humorartisten ”Weird Al” Yankovic.
Albumet är hans mest framgångsrika album. Första singeln "Eat it" vann en Grammy Award i kategorin "Best Comedy Recording" 1985, samt nådde även #12 på Billboard Hot 100, vilket var hans högsta placering tills 2006 då han släppte "White and Nerdy" som blev #9.

## Låtlista
1. Eat It - 3.21 (parodi på Michael Jacksons Beat It)
2. Midnight Star - 4.35
3. The Brady Bunch - 2.41 (parodi på Men Without Hats Safety Dance)
4. Buy Me A Condo - 3.53 (stilparodi på Bob Marley)
5. I Lost On Jeopardy! - 3.28 (parodi på The Greg Kihn Bands Jeopardy)
6. Polkas On 45 - 4.20 (en polka som inkluderar följande låtar:
  - Devos Jocko Homo
  - Deep Purples Smoke on the Water
  - Berlins Sex (I’m A...)
  - The Beatles Hey Jude
  - The Doors L.A. Woman
  - Iron Butterflys In-A-Gadda-Da-Vida
  - Jimi Hendrix Hey Joe
  - Talking Heads Burning Down the House
  - Foreigners Hot Blooded
  - The Polices Every Breath You Take
  - The Clashs Should I Stay Or Should I Go
  - The Rolling Stones Jumpin’ Jack Flash
  - The Whos My Generation
7. Mr. Popeil - 4.42 (stilparodi på B-52's)
8. King of Suede 4.15 (parodi på The Polices King of Pain)
9. That Boy Could Dance - 3.34
10. Theme From Rocky XIII (Rye or the Kaiser) - 3.37 (parodi på Survivors Eye of the Tiger)
11. Nature Trail To Hell - 5.50

## Medverkande
- "Weird Al" Yankovic - sång, synthesizer, piano, dragspel
- Jim West - gitarr
- Steve Jay - banjo, bas, talking drums
- Jon Schwartz - trummor, slagverk
- Rick Derringer - gitarr, mandolin
- Warren Luening - trumpet
- Joel Miller - bongotrummor
- Don Pardo - announcer
- Joe Miller - bongotrummor
- Joel Peskin - klarinett
- Lisa Popeil, Petsye Powell, Andrea Robinson, och Pattie Brooks - körsång
- Pat Regan - synthesizer, piano
- Jim Self - tuba
- Robert Tebow - double bass
- Jimmy "Z" Zavala - saxofon